# 花淵灯台

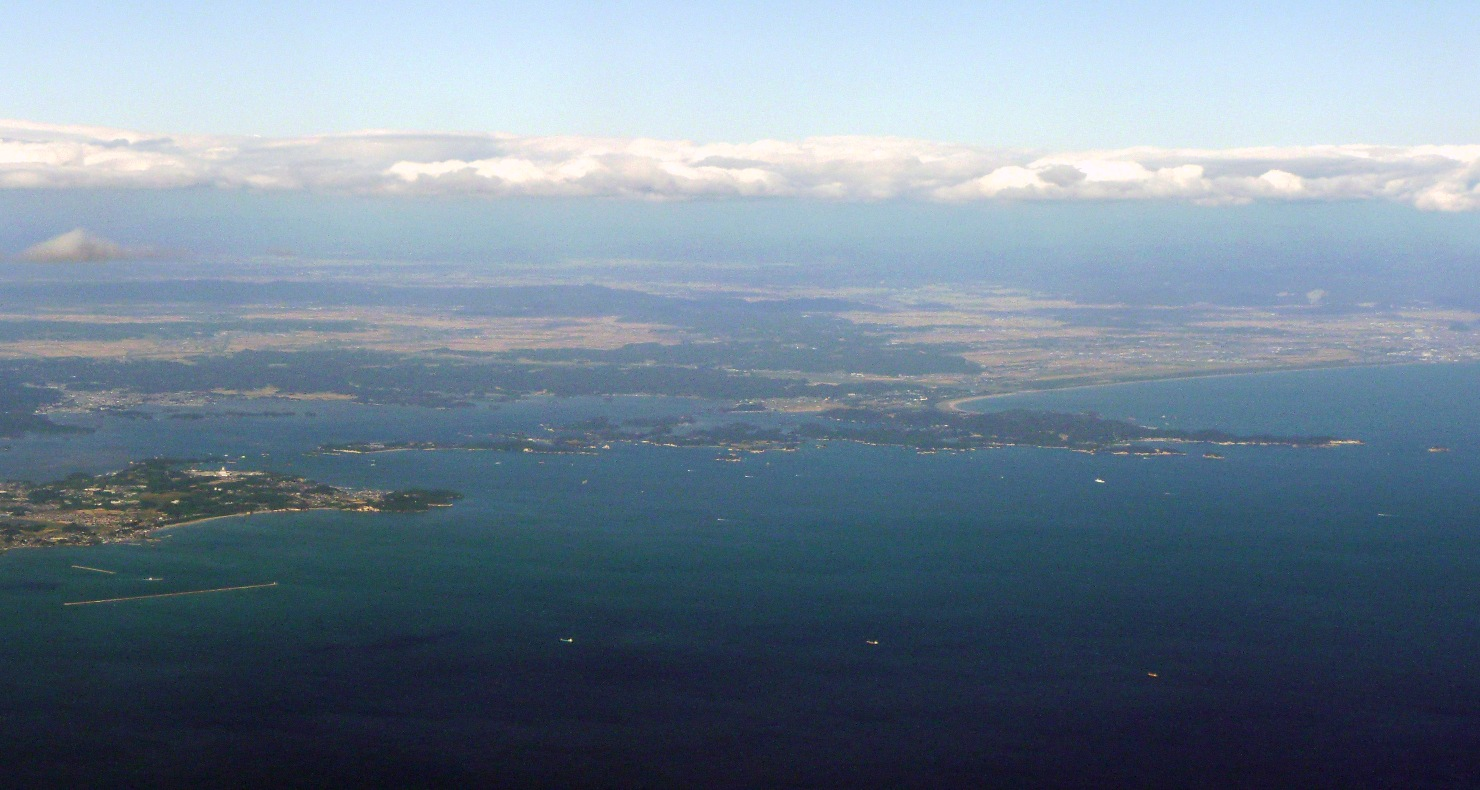
松島湾の湾口部の空撮（2009年10月）
写真左側から延びる七ヶ浜半島先端の丘陵上に花淵灯台や鼻節神社がある。大根岩礁（大根明神）は写真中央の海底にある。

花淵灯台（はなぶちとうだい）は、太平洋の仙台湾に面して、宮城県宮城郡七ヶ浜町花渕浜保ヶ崎（ほうがさき）に設置されている無人灯台。

## 概要
松島湾の南側を形成する七ヶ浜半島の南東端にある吠崎の近く、御殿山の山頂付近の東南東斜面に設置されている。総工費1578万円で2年かがりで建設され、1964年（昭和39年）10月27日に初点灯した。
当灯台がある御殿山の北隣の垂水山には、天孫降臨の際に先導をしたことから道の神あるいは旅人の神とされる猿田彦を祀る鼻節神社がある。同社はかつて松島湾口の中点の沖合いに位置する大根岩礁（北緯38度16分4.2秒 東経141度8分51.1秒 / 北緯38.267833度 東経141.147528度）にあり、869年（貞観11年）の貞観地震で海中に沈んだため御殿山に遷宮（北緯38度17分39.5秒 東経141度5分4.5秒 / 北緯38.294306度 東経141.084583度）したが、当地は風が強く、社殿が度々破損したため垂水山に遷宮（北緯38度17分45.9秒 東経141度5分5.3秒 / 北緯38.296083度 東経141.084806度）したとも言われる。
当灯台はこの鼻節神社の御殿山時代の境内付近に建てられ、当灯台の北側には鼻節神社の旧址を示す石祠が3基祀られている。また、大根岩礁には現在、海中に大根明神が祀れており、旧暦の6月1日にアワビを奉納する「大根明神祭」が行われている。なお、大根岩礁は黒潮の影響を受けて軟質サンゴ（ソフトコーラル）が多く生息しているがダイビング禁止となっており、また、アワビは神への供物であるためアワビ漁も禁止されている。
七ヶ浜町では、海に突き出した地の名称として「鼻淵」があり、これが鼻節神社や当地の地名の花淵となったとする説や、道の神あるいは旅人の神を祀る同社の旧址に当灯台が建設されたことなど、歴史的・地理的・神道的な面を付加して当灯台を紹介している。

## 仙台塩釜港との関係
仙台塩釜港は北側の塩釜区（塩釜港。北緯38度19分5.7秒 東経141度2分40秒）と南側の仙台区（仙台港。北緯38度16分22.5秒 東経141度1分30.1秒）とに港区（こうく）が大きく分けられているが、両港区の海上の境界は当灯台から124度に港界線まで引いた線を用いている。この境界線は、当灯台から大根岩礁に引いた線と一致し、言い伝えによる鼻節神社の2箇所の旧社殿を繋いだ線でもある。

## アクセス
高山外国人避暑地の中を通過する近道が存在するが、同避暑地は私有地であるため関係者以外の通行禁止。また、灯台の保守道路は一般車両の通行禁止。
- バス：七ヶ浜町民バス「ぐるりんこ」に乗り、「舘下」バス停で下車。徒歩20分程度。
- 自家用車：宮城県道58号塩釜七ヶ浜多賀城線で七ヶ浜町花渕浜に至り、鼻節神社への案内看板に従って海岸沿いの垂水山方面に行き、鼻節神社手前の無料駐車場に駐車。そこから徒歩で鼻節神社の鳥居前まで行くと花淵灯台への案内看板が出ているので、それに従って進む。

## 周辺
- 鼻節神社
- 高山外国人避暑地